# Katherine Routledge
Katherine Maria Routledge, nata Pease (Darlington, 11 agosto 1866 – Ticehurst, 13 dicembre 1935) è stata un'archeologa e antropologa britannica, nota per i suoi scavi e studi etnografici sull'Isola di Pasqua.

## Biografia
Secondogenita di Kate e Gurney Pease, nacque in una famiglia di quaccheri a Darlington e studiò storia moderna alla Somerville Hall dell'Università di Oxford, laureandosi nel 1895. Dopo aver insegnato per qualche anno a Darlington, dopo la seconda guerra boera viaggiò in Sudafrica e nel 1906 sposò l'antropologo William Scoresby Routledge, con cui visse per un periodo in mezzo ai Kikuyu nell'Africa Orientale Britannica e scrisse a quattro mani With A Prehistoric People nel 1910.
Nel 1914 i Routledge si recarono sull'Isola di Pasqua per ricerche finanziata dall'Associazione britannica per l'avanzamento della scienza, dal British Museum e dalla Royal Geographical Society. Grazie all'aiuto di Juan Tepano, i due intervistarono numerosi nativi, trascrivendo usi e costumi della popolazione autoctona, visitarono un lebbrosario a nord di Hanga Roa e dissotterrarono oltre una trentina di moai. Fu proprio Katherine Routledge a scoprire le vie di trasporto tramite cui essi venivano spostati, oltre ad effettuare importanti studi sulle case paenga e realizzare il primo studio etnografico delle popolazioni dell'isola. Gran parte dei reperti rinvenuti dai Routledge è ora esposta al Pitt Rivers Museum e al British Museum. Katherine e William Routledge lasciarono l'Isola di Pasqua nell'agosto 1915 e tornarono in patria passando per Pitcairn e San Francisco. Di ritorno in Inghilterra, Katherine pubblicò le sue scoperte nel libro The Mystery of Easter Island.
Affetta da schizofrenia paranoide si dall'infanzia, la sua salute mentale peggiorò rapidamente dopo il 1925, tanto che nel 1929 dovette essere internata in un ospedale psichiatrico, dove sarebbe morta nel 1935 all'età di 69 anni.